# A5-ös autópálya (Litvánia)
Az A5-ös autópálya Kaunast köti össze a lengyel határral, Suwałki és Varsó felé. Az autópálya hossza 97,86 km. Az út Kaunas és Marijampolė közötti szakaszát autópályává fejlesztették, és csak elkülönített csomópontokon keresztül lehet megközelíteni. Ez az első autópálya, amit Litvánia 2004-es európai uniós csatlakozása után építettek.
Az út fennmaradó szakaszát az autópálya-előírásoknak megfelelően akarják korszerűsíteni. A cél, hogy autópálya-összeköttetés jöjjön létre Kaunas és a lengyelországi S61-es gyorsforgalmi úttal. Az út lesz az egyetlen autópálya-kapcsolat a litván autópálya-hálózat és az európai autópálya-hálózat többi része között.
Az A5-ös autópálya nagy része az európai útvonalrendszerben Via Baltica kóddal szerepel. Az E67-es autópálya elkészültekor össze fogja kötni Prágát Tallinnal és Helsinkivel.

## Fontosabb városok az út mentén
- Kaunas
- Marijampolė
- Kalvarija

## Fordítás
Ez a szócikk részben vagy egészben  az   A5 highway (Lithuania) című angol Wikipédia-szócikk ezen változatának fordításán alapul.  Az eredeti cikk szerkesztőit annak laptörténete sorolja fel. Ez a jelzés csupán a megfogalmazás eredetét és a szerzői jogokat jelzi, nem szolgál a cikkben szereplő információk forrásmegjelöléseként.